# Anduze
Anduze (okzitanisch Andusa, lateinisch Andusia) ist eine französische Gemeinde mit 3322 Einwohnern (Stand 1. Januar 2022) im Département Gard in der Region Okzitanien; sie gehört zum Arrondissement Alès und zum Kanton Alès-1.

## Geographie
Anduze liegt am Südrand der Cevennen im Tal des Gardon, der hier auch Gardon d’Anduze genannt wird.
Die an Anduze grenzenden Gemeinden sind Boisset-et-Gaujac, Thoiras-Corbès, Générargues, Saint-Félix-de-Pallières (Berührungspunkt) und Tornac im selben Département.
| Thoiras-Corbès           | Générargues                                 | Boisset-et-Gaujac        |
| Thoiras-Corbès           | Kompassrose, die auf Nachbargemeinden zeigt | Boisset-et-Gaujac        |
| Saint-Félix-de-Pallières | Tornac                                      | Boisset-et-Gaujac Tornac |

## Geschichte

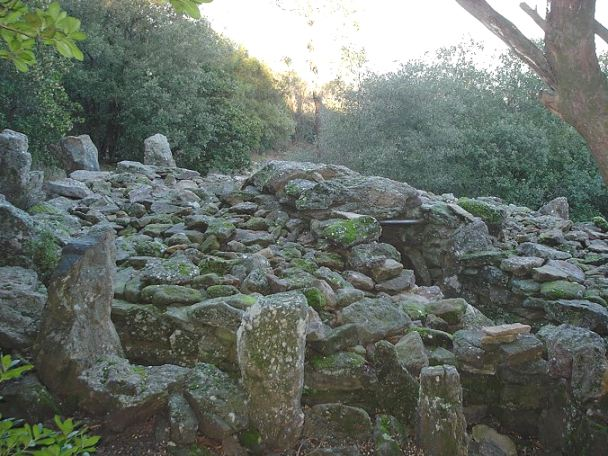
Cairn de la Bergerie-de-Panissière

Die Dolmen von Claie-de-Driolle 2–8 liegen etwa nördlich von Saint-Félix-de-Pallières, westlich von Anduze.
Die im 10. Jahrhundert errichtete Herrschaft Anduze war eine der ältesten und mächtigsten im Languedoc. Die Herren von Anduze waren mit den Grafen von Toulouse verbündet und nahmen am Albigenserkreuzzug teil. Der Name Andusia tauchte 914 n. Chr. erstmals auf, 1015 hatte er sich in Anduza gewandelt, 1022 in Andusa und 1102 in Andusia. 1243 wurde Anduse erstmals als Stadt bezeichnet. 1266 fiel die Herrschaft Anduze an die Krone, der Ort blieb aber Sitz eines Vogtes. 1294 erhielt Anduze die königliche Gerichtsbarkeit über 24 umliegende Dörfer. Ein Erzpriester war zuständig für 20 katholische Kirchgemeinden. 1380 wurde die Stadt mit ihren 80 Haushalten in den provenzalischen Staat eingegliedert und 1447 Frankreich angeschlossen.
Anduze ist die Wiege des Seidenbaus in Frankreich, die hier ab dem Ende des 13. Jahrhunderts gepflegt wurde. Der Ort wurde dadurch zum regionalen Zentrum des Seiden- und Wollhandels. Die Einführung der Reformation war oft mit der Weiterentwicklung der Seidenindustrie verbunden. Die Seide wurde von Anduze über Nîmes nach Lyon geliefert. Bankgeschäfte wurden mit Genf abgewickelt, wo später der Reformator Johannes Calvin gewirkt hatte. 1540 predigte in Anduze ein Mönch den evangelischen Glauben, und er wurde nach drei Tagen gehängt. Ab 1550 wurden in den Cevennen Schulen für Knaben eingeführt. In fast allen Häusern gab es nun eine Bibel und jemand, der daraus vorlesen konnte. Ab 1560 wurden in Anduze und den Nachbardörfern Saint-Jean-du-Gard, Saint-Germain-de-Calberte und Barre-des-Cévennes evangelische Kirchen, die sogenannten Temples, errichtet. Anduze war nun ein bedeutendes Zentrum des Protestantismus in den Cevennen geworden. Der befestigte Ort, der 1570 von 6.000 Menschen bewohnt wurde, wurde zum Hauptquartier der protestantischen Streitkräfte in Südfrankreich. 1622 war er die Basis des Widerstands der Rohan, wurde dann aber nach dem Gnadenedikt von Alès 1629 seiner Stadtmauern beraubt.
Dank der Textilherstellung erlebte Anduze erneut im 17. Jahrhundert eine wirtschaftliche Blüte und hatte über 5.000 Einwohner. Der verhasste Vogt Lambert wurde in der Nacht des 23. November 1692 von einem Mann namens Gavanon ermordet, der dank vielen Unterstützern aus der Stadt fliehen konnte. Stattdessen wurde die Witwe Lissorgue verdächtigt und verhaftet.
Anduze wurde immer auch wieder von Hochwassern des Gardon heimgesucht, die stärksten waren 1197, 1741, 1768, 1795, 1845 und 1889. Das Hochwasser von 1768 zerstörte zwei Brückenbögen, und es dauerte Jahrzehnte bis zur Neuerstellung dieser Brücke. Die Wiedererrichtung des reformierten Tempels konnte dagegen 1811 im Kasernenhof der königlichen Dragoner von 1740 begonnen und trotz Größe und baulichen Schwierigkeiten 1823 fertiggestellt werden. 1979 wurde der monumentale Tempel, der eine größten evangelischen Kirchen ist, als historisches Monument eingestuft. In den beiden Flügelgebäuden sind im 21. Jahrhundert Stadtverwaltung und Tourismusbüro untergebracht.
Im 19. Jahrhundert nahm Anduze mit der Industriellen Revolution erneuten wirtschaftlichen Aufschwung (Seidenspinner, Strumpfwirker, Hutmacher), geriet aber später – wie die gesamten Cevennen – in eine erneute Rezession.

## Bevölkerungsentwicklung
- 1962: 2988
- 1968: 3027
- 1975: 2723
- 1982: 2787
- 1990: 2913
- 1999: 3003
- 2008: 3289
- 2016: 3484

## Sehenswürdigkeiten

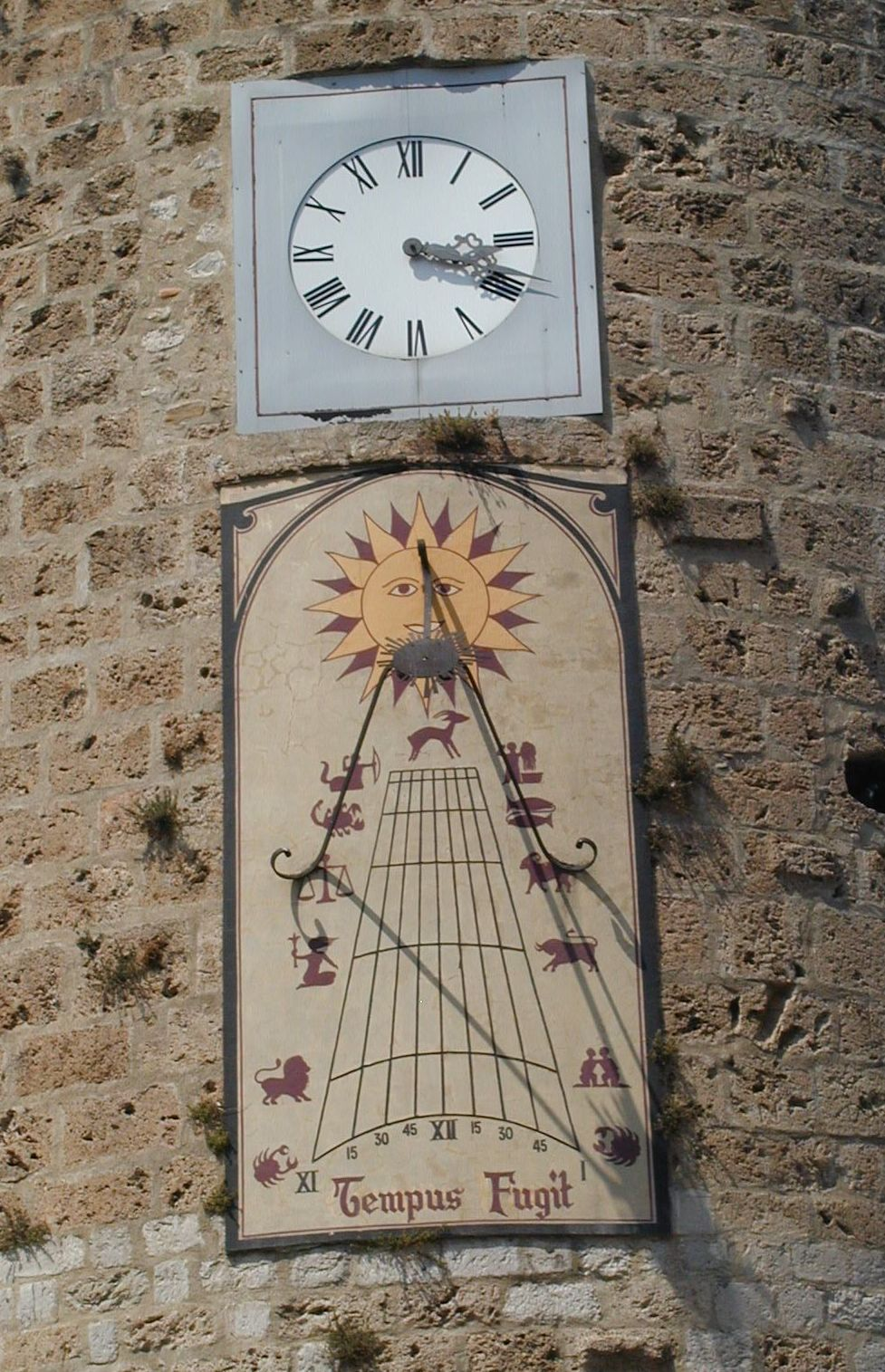
Sonnenuhr

- Die Tour de Pézène, Teil des früheren Château de Pézène, Residenz der Grafen von Beaufort im 15. und 16. Jahrhundert; der Turm stammt aus dem 13.–14. Jahrhundert.
- Das Château Neuf, ein zweitürmiger herrschaftlicher Sitz aus dem 17. Jahrhundert, das in die Remparts hinein gebaut wurde.
- Die Kasernen, die 1740 auf dem Plan de Brie gebaut wurden, um die königlichen Truppen unterzubringen – heute die Mairie und das Office de Tourisme.
- Die Kirche St Etienne; errichtet 1686 bis 1688, nachdem der Vorgängerbau an gleicher Stelle nach dem Widerruf des Ediktes von Nantes 1685 zerstört worden war. Der Glockenturm stammt aus dem Jahr 1588.
- Der Grand Temple, eines der größten reformierten Kirchengebäude Frankreichs; er wurde 1820 bis 1823 im Kasernenhof errichtet.
- Die Tour de l’Horloge aus dem Jahr 1320 und die Méridienne, seit 1569 die städtische Uhr; der Turm besteht aus drei Etagen in der gleichen Architektur wie die Remparts von Aigues-Mortes; er und die Uhr blieben 1629 bei der Zerstörung der Stadtmauern verschont; die Méridienne wurde 1989 restauriert.
- Die Place couverte aus dem Jahr 1457, genannt „l’Orgerie“ oder „Marché aux grains“, der frühere Kastanienmarkt und heutige Wochenmarkt.
- Die Bambouseraie de Prafrance, ein einzigartiger exotischer Garten 2 km nördlich von Anduze.
- Eine mehrmals täglich verkehrende Museumseisenbahn Dampfzug der Cevennen entlang des Gardontals ins etwa 10 km Luftlinie entfernte Saint-Jean-du-Gard.
- Wenige Kilometer von Anduze entfernt liegt in beschaulicher Naturlandschaft das Trappistinnenkloster de la Paix-Dieu – Cabanoule.